# Pidzsongszang hödam
A Pidzsongszang hödam (hangul: 비정상회담, handzsa: 非頂上會談, RR: Bijeongsang Hoedam), angol címén Non-Summit vagy Abnormal Summit, egy varietéműsor, amit a dél-koreai JTBC vetített 2014. július 7-étől. A műsorban Dél-Koreában élő külföldi férfiak vitattak meg aktuális témákat, illetve a koreai kultúrát, koreai nyelven. A műsort 2015-ben Paeksang Arts Awards-díjjal jutalmazták a legjobb szórakoztató műsor kategóriájában.

## Állandó szereplők
| Ország | Név               | Hangul              | Születésnap                   |
| ------ | ----------------- | ------------------- | ----------------------------- |
| USA    | Mark Tetto        | 마크 테토           | 1980. március 1. (45 éves)    |
| FRA    | Auréllien Loubert | 오헬리엉 루베르     | 1981. december 30. (43 éves)  |
| CAN    | Guillaume Patry   | 기욤 패트리         | 1982. június 19. (42 éves)    |
| ITA    | Alberto Mondi     | 알베르토 몬디       | 1984. január 17. (41 éves)    |
| PAK    | Zahid Hussain     | 자히드 후세인       | 1988. november 25. (36 éves)  |
| CHN    | Wang Xinlin       | 왕심린              | 1989. október 13. (35 éves)   |
| SUI    | Alex Mazzuchelli  | 알렉스 맞추켈리     | 1990. május 17. (34 éves)     |
| JPN    | Hitoshi Ogi       | 오오기 히토시       | 1992. április 6. (32 éves)    |
| GER    | Niklas Klabunde   | 니클라스 클라분데   | 1993. augusztus 3. (31 éves)  |
| MEX    | Christian Burgos  | 크리스티안 부르고스 | 1993. augusztus 24. (31 éves) |